# Philippe Garrel
Philippe Garrel (Parigi, 6 aprile 1948) è un regista e attore francese.

## Biografia
Figlio dell'attore Maurice Garrel, ha diretto il suo primo lungometraggio, Marie pour mémoire nel 1967, a soli 18 anni. Per dieci anni è stato legato sentimentalmente a Christa Päffgen, conosciuta come Nico, che ha interpretato sette dei suoi film e ne ha ispirato molti altri.

## Vita privata
È padre dell'attore Louis Garrel e dell'attrice Esther Garrel.

## Filmografia
- Anémone (1966) - film TV
- Marie pour mémoire (1967)
- Le Révélateur (1968)
- Le Lit de la vierge (1969)
- La Cicatrice intérieure (1971)
- Les Hautes Solitudes (1973)
- Un ange passe (1975)
- Le Berceau de cristal (1976)
- Voyage au jardin des morts (1978)
- Le bleu des origines (1979) - mediometraggio
- L'Enfant secret (1979)
- Liberté la nuit (1983)
- Rue Fontaine, episodio di Paris vu par... 20 ans après (1984)
- Elle a passé tant d'heures sous les sunlights (1985)
- Les baisers de secours (1989)
- Non sento più la chitarra (J'entends plus la guitare) (1991)
- La nascita dell'amore (La naissance de l'amour) (1993)
- Le cœur fantôme (1996)
- Le vent de la nuit (1999)
- Innocenza selvaggia (Sauvage Innocence) (2001)
- Les amants réguliers (2005)
- La frontière de l'aube (2008)
- Un été brûlant (2011)
- La gelosia (La jalousie) (2013)
- All'ombra delle donne (L'ombre des femmes) (2015)
- L'amant d'un jour (2017)
- Il sale delle lacrime (Le Sel des larmes) (2020)
- Il grande carro (Le Grand Chariot) (2023)